# El Pardo (barri de Madrid)

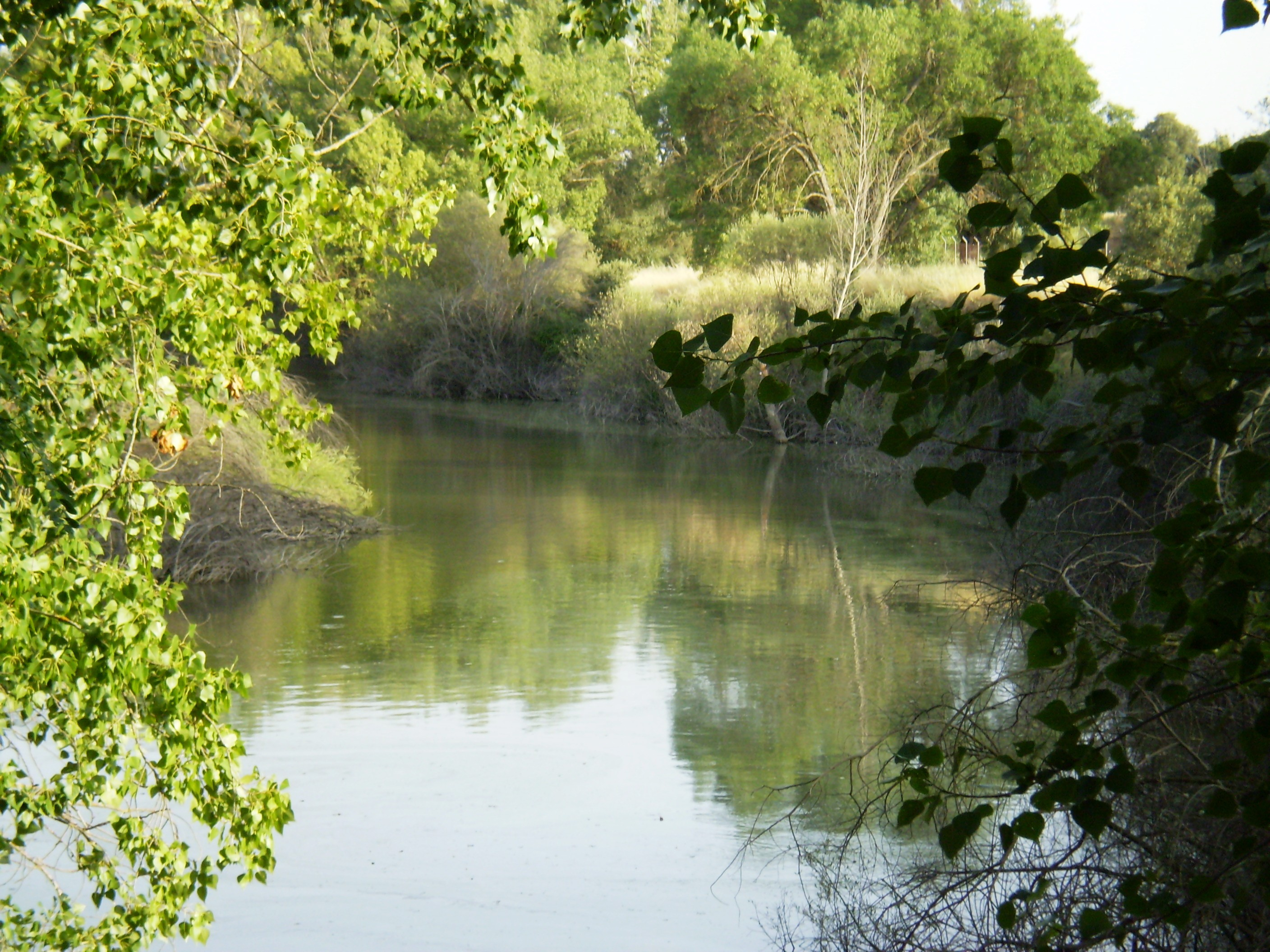
El riu Manzanares, al seu pas per la Muntanya del Pardo.

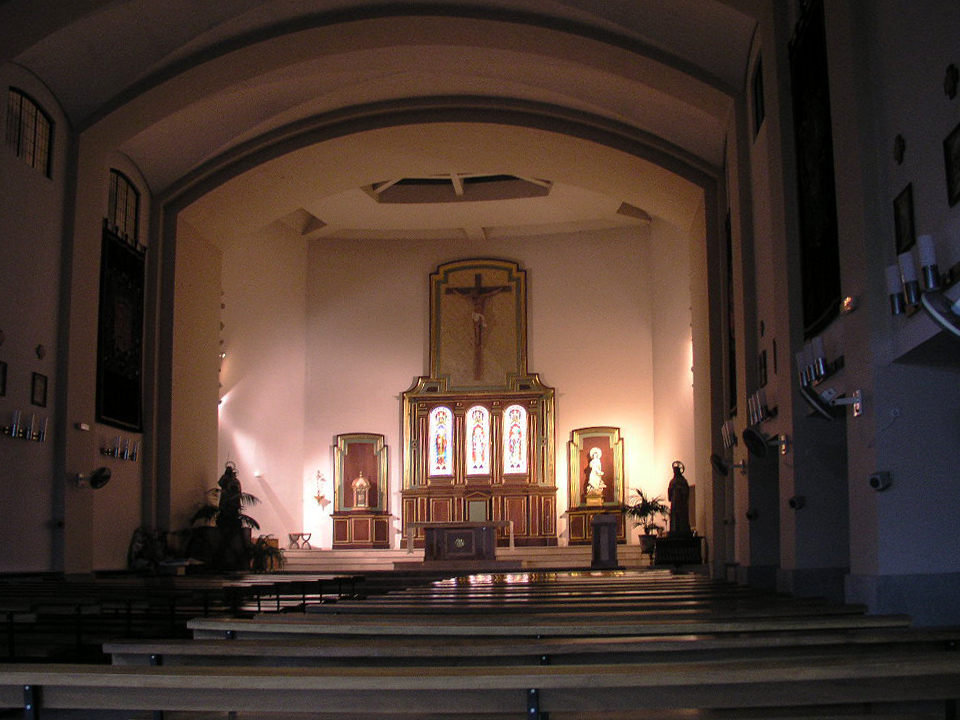
Interior de l'església principal d'El Pardo.

El Pardo és un barri de Madrid integrat en el districte de Fuencarral-El Pardo. Fou un municipi fins al 1950 que actualment Té una superfície de 18.756 hectàrees i una població de 3.583 habitants (2009). També és un Reial Lloc.
Pintat per Velázquez i convertit en seu de la dictadura franquista, la participació d'aquesta localitat madrilenya en la història d'Espanya és molt superior a la seva importància demogràfica o econòmica, i deriva que alberga el Palau Reial del Pardo, residència alternativa dels reis d'Espanya fins a Alfons XIII i després del dictador Francisco Franco, així com el Palau de la Zarzuela, residència actual de Joan Carles I d'Espanya. També resideixen a La Zarzuela els Prínceps d'Astúries, Felip i Letizia, en un palauet annex dins del recinte palatí, denominat «Pavelló del Príncep».

## Situació geogràfica
Limita al nord i oest amb els municipis de Colmenar Viejo, Tres Cantos, Torrelodones i Hoyo de Manzanares, a l'est amb San Sebastián de los Reyes, Alcobendas, El Goloso i Mirasierra, a l'oest amb Las Rozas de Madrid i al sud amb els barris de Valdemarín, El Plantío, Ciudad Universitaria (Moncloa-Aravaca) i Fuentelarreina.

## Demografia
La població està formada per descendents del personal al servei del Palau Reial del Pardo, treballadors de Patrimoni Nacional i militars de diferents agrupacions (especialment la Guàrdia Reial), a més de la població del que fos poble abans del règim de Franco.
L'edat mitjana de la població és bastant avançada, a causa de l'escassa activitat econòmica del nucli (bàsicament formada per bars, restaurants i petits comerços), el seu caràcter gairebé exclusivament residencial i la pràctica impossibilitat de construir noves zones residencials pel seu enclavament dins de l'espai natural protegit de la Muntanya del Pardo, integrat dins del Parc Regional de la Conca Alta del Manzanares.

## Geografia
El poble, de forma allargada i estreta, s'estén al llarg del riu Manzanares, i es troba a sis quilòmetres de la zona més propera de Madrid. Es troba completament envoltat pel Muntanya del Pardo, antiga reserva cinegètica dels reis d'Espanya i zona natural protegida, voltada i vigilada, formada principalment per un gran alzinar estès sobre llomes baixes a banda i banda del riu Manzanares.

## Història

### Orígens
La història d'aquest nucli de població comença oficialment en 1405, quan el rei Enric III de Castella va fer construir la primera quinta de caça enmig del Muntanya del Pardo. Aquesta primera Casa Reial va ser substituïda per un palau pel rei Carles I en 1547. Aquest palau va ser successivament ampliat i restaurat fins al seu gairebé completa renovació per Carles III en 1772, de mans de l'arquitecte italià Francesco Sabatini.
Al Pardo va viure durant molts anys el pintor Francisco de Goya Lucientes, a l'antiga casa de Postes que se situava a la plaça del poble. Avui en el lloc que abans ocupava aquest edifici es troba un establiment hosteler anomenat 'La Marquesita'. El rei Alfons XII va morir en la localitat el 1885.

### Guerra Civil
Població lligada des dels seus orígens a la servitud del Palau, El Pardo va seguir les vicissituds de la monarquia espanyola fins a la Guerra Civil, durant la qual el Palau del Pardo es va convertir en la Caserna General d'una Divisió de l'Exèrcit Popular de la República, que es va desplegar per tota la muntanya circumdant, fortificant-lo amb construccions militars (trinxeres, búnkers, refugis, etc.). Tot això amb la finalitat d'evitar atacs dels revoltats (nacionals), impedir que tallessin les carreteres als fronts de la serra i intentessin prendre la capital des del nord.
Després de la batalla de Madrid (novembre-desembre de 1936) i la batalla de la Boira o de la carretera de La Corunya (gener de 1937), el front va romandre estable, excepte petites escaramusses, estant el límit de la seva primera línia paral·lel a l'actual carretera de La Corunya, a les mateixes tàpies del Muntanya del Pardo, zona que avui ocupa la urbanització de La Florida (llavors inexistent), entre Aravaca i Pozuelo de Alarcón.
La proximitat de les línies de tots dos bàndols, en alguns punts (150 m), i l'apte del terreny van propiciar el que els dos contendents utilitzessin en aquesta zona la guerra de mines. Aquesta tècnica militar consistia en l'excavació de túnels fins a arribar sota terra a punts fortificats de l'enemic, fent-los volar amb una càrrega d'abundants explosius, igual que va ocórrer en el front de la zona de la Ciutat Universitària de Madrid. Els combats mai van traspassar aquests límits, excepte bombardejos esporàdics de l'aviació i de l'artilleria nacionals sobre el poble i posicions republicanes a la muntanya.
A l'edifici de l'antic orfenat, avui Caserna del Rei de la Guàrdia Reial, es van allotjar part dels membres de la XII Brigada Internacional, que van combatre a la zona de la Ciutat Universitària i en la batalla de la carretera de la Corunya.
Al final de la guerra, la població es va lliurar sense lluita, excepte alguns aspectes pintorescs lligats a la revolta contra el govern republicà presidit per Juan Negrín. Aquesta revolta va ser realitzada pel Coronel Cap de l'Exèrcit Republicà de Centre, Segismundo Casado (febrer-març de 1939), al comandament de diverses unitats militars de filiació comunista, que, després de diversos dies de lluita pel centre de Madrid, van acabar replegant-se al Palau del Pardo, produint-se als pocs dies el final de la Guerra Civil.

### Dictadura de Franco
Acabada la guerra, amb el triomf dels revoltats, el Palau va passar a ser la residència oficial del Cap de l'Estat Francisco Franco, que el va ocupar des de 1940 fins a la seva mort en 1975. El poble va augmentar ostensiblement la seva població durant aquest període, amb la construcció de nous habitatges i barris que, com Mingorrubio, van albergar al personal de servei de la Prefectura de l'Estat. Va ser en aquesta època quan el poble va perdre la seva categoria de municipi independent, en ser annexionat per l'Ajuntament de Madrid. Posteriorment, va passar a encapçalar, al costat de l'antic poble de Fuencarral, igualment annexionat, l'actual districte de Fuencarral-El Pardo, el de major extensió de la capital i, al seu torn, el de menor densitat poblacional.

### Restauració democràtica
Des de la restauració democràtica, tots els palaus emplaçats en El Pardo estan la disposició de la família reial. Són gestionats per un organisme oficial creat a aquest efecte, dependent de la Presidència del Govern, anomenat Patrimoni Nacional. Així, el Palau de la Zarzuela és la residència oficial de la Família Reial, mentre que el Palau Reial del Pardo afegeix a la seva condició de museu la funció de servir de residència als Caps d'Estat estrangers en les seves visites a Espanya. Altres palaus, com la Quinta del Duque del Arco o la Caseta del Príncep, es troben en restauració per obrir de nou les seves portes a les visites públiques.

## Economia
La major part de l'activitat econòmica deriva del turisme (amb nombrosos restaurants dedicats especialment als visitants de cap de setmana) i de les activitats militars, ja que el poble està envoltat de nombroses casernes pertanyents a diferents branques de l'Exèrcit Espanyol.

## Gastronomia
La majoria dels plats tradicionals del Pardo es basen en productes relacionats amb la caça. És molt normal veure en les cartes dels diferents restaurants plats realitzats amb carn de daina, senglar, conill salvatge i aus com la perdiu o la guatlla.

## Turisme

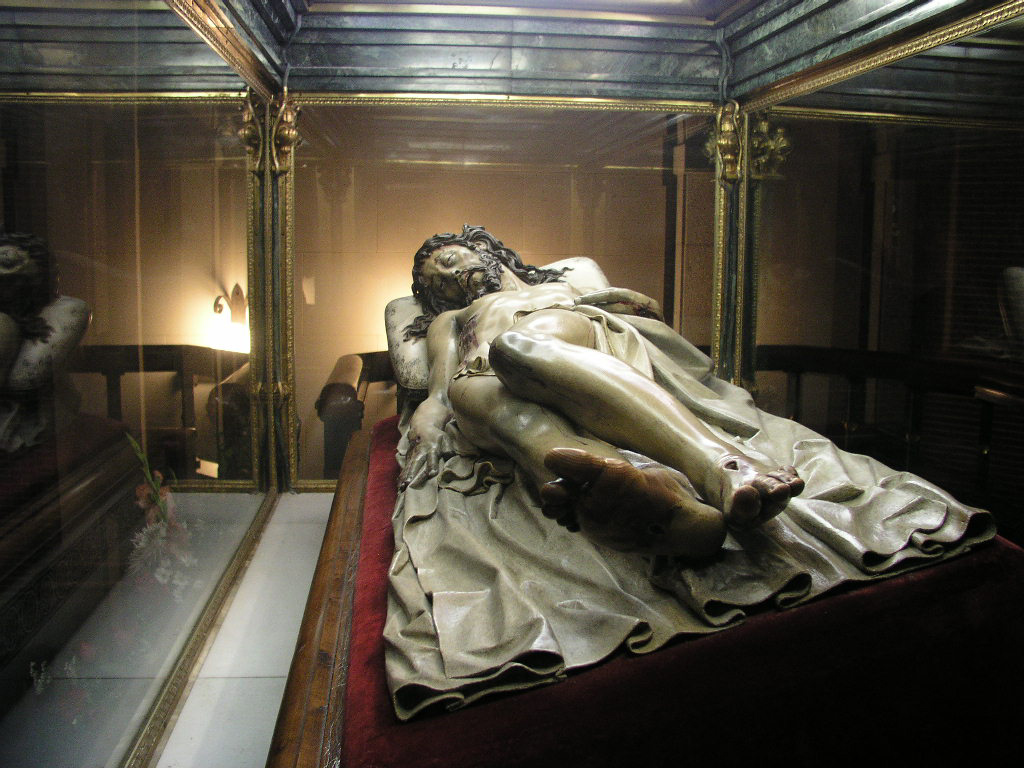
Cristo yacente o Crist del Pardo, obra del de Gregorio Fernández, que s'exhibeix al Convent dels Padres Capuchinos

El Pardo ofereix al visitant nombroses alternatives de turisme, a més d'activitats esportives, pesca i zones recreatives a la vora del riu Manzanares. Els monuments més destacats són:
- Palau Reial del Pardo. Residència reial.

- Convent Franciscà del Crist o Convent dels Pares Caputxins. Edificat en 1612, guarda una rellevant talla de Gregorio Fernández.

- Caseta del Príncep. Palauet proper al Palau, construït al segle xviii com a casa d'esbarjo per als prínceps i infants d'Espanya.

- Quinta del Duque del Arco o Quinta del Pardo. Antiga residència dels Ducs del Arco, més tard donada a la família reial.

- Ribera del Manzanares. Un altre dels atractius de la localitat és el seu entorn natural. En el passeig i miradors construïts al costat del riu Manzanares, es poden trobar una gran varietat d'espècies, tant vegetals com a animals.

- Cementiri de Mingorrubio. Lloc d'enterrament de diferents personatges principals de la dictadura de Francisco Franco, com la seva esposa, Carmen Polo, o l'almirall Luis Carrero Blanco, assassinat en atemptat a Madrid en 1973, mentre ostentava el càrrec de president del govern.

- Muntanya del Pardo. Reserva natural de primera importància. Es tracta d'un dels boscos mediterranis millor conservats d'Europa.